# El Ixtle Flores Magón
El Ixtle Flores Magón är en ort i Mexiko.   Den ligger i kommunen Chicontepec och delstaten Veracruz, i den sydöstra delen av landet, 200 km nordost om huvudstaden Mexico City. El Ixtle Flores Magón ligger 203 meter över havet och antalet invånare är 280.
Terrängen runt El Ixtle Flores Magón är kuperad västerut, men österut är den platt. Terrängen runt El Ixtle Flores Magón sluttar österut. Runt El Ixtle Flores Magón är det ganska tätbefolkat, med 65 invånare per kvadratkilometer. Närmaste större samhälle är La Ceiba, 15,8 km sydost om El Ixtle Flores Magón. Omgivningarna runt El Ixtle Flores Magón är en mosaik av jordbruksmark och naturlig växtlighet.